# Cratere Sabo
Sabo  è un cratere sulla superficie di Marte.